# Tennessee Celeste Claflin
Lady Tennessee Celeste Claflin, Viscondessa de Montserrat (Ohio, 26 de outubro de 1844 – 18 de janeiro de 1923), também conhecida como Tennie C., foi uma sufragista americana mais conhecida como a primeira mulher, junto com sua irmã Victoria Woodhull, a abrir uma corretora de valores em Wall Street, no qual ocorreu em 1870.

## Primeiros anos e educação
A data de nascimento exata de Tennessee Claflin não é clara, mas geralmente é relatado que ela nasceu entre 1843 e 1846. A biógrafa Myrna MacPherson cita a data de nascimento de Claflin como 26 de outubro de 1845, enquanto a jornalista Barbara Goldsmith cita um ano de nascimento de 1846. É claro, no entanto, que Tennessee Claflin foi o último dos dez filhos de Roxanna Hummel Claflin e Reuben Buckman Claflin em Homer, Condado de Licking, em Ohio. Tennessee recebeu o nome do estado porque seus pais visitaram o estado ou porque seu pai era fã do então congressista James Polk. A irmã mais velha, Victoria Claflin Woodhull, nasceu em 1838. Sua irmã, Utica Claflin Brooker, nasceu entre 1841 e 1843. Um poema foi escrito sobre as três irmãs:
      Victoria, Utica e Tennessee

    Três irmãs justas, de valor e peso,

    Uma rainha, uma cidade e um estado— 

    Pelo menos de cada um leva o nome dela— 

    E todos eram amplamente conhecidos pela fama.

    Dois delas começaram cedo 

    Praticar na arte da cura, 

    A outra viajou longe e perto,

  

    Todos eram gênios mais raros,

    De para gentil e características justas.

    Por um grande espaço, eles estavam separados 

    Como Buckeye do Estado Dourado.
Reuben Buckman Claflin, conhecido como "Buck", era um vendedor de óleo de cobra que se passava por um médico. Ele tinha algum treinamento jurídico e às vezes se apresentava como advogado. Suas experiências de trabalho incluíam transportar madeira pelo rio Susquehanna e trabalhar em um salão literário.
Ele veio de um ramo empobrecido da família escocesa-americana Claflin, com sede em Massachusetts, primos semi-distantes do governador William Claflin.[carece de fontes?]
Em dezembro de 1825, Buck Claflin casou-se com Roxanna Hummel, às vezes chamada de "Roxy". O casal se conheceu em Selinsgrove, na Pensilvânia, quando Buck era hóspede na casa onde Roxanna trabalhava como empregada doméstica.
Roxanna foi identificada várias vezes como sobrinha de um próspero dono de saloon e como filha ilegítima de uma empregada. Ela falava com sotaque alemão. Ela pode ter sido uma espírita.
As crianças Claflin cresceram na pobreza. Os vizinhos se lembravam deles como selvagens, sujos e famintos. Buck era um pai abusivo que batia regularmente em seus filhos sem provocação.
Inspirado pelo sucesso das Fox Sisters, Buck começou a anunciar Tennessee e Victoria como médiuns por volta de 1852. As meninas logo se tornaram as principais provedoras da família.
Em 1853, a irmã mais velha Victoria casou-se e mudou-se.

## Espiritismo e cura
Em 1860, Tennessee foi anunciada como um cartomante precoce com a capacidade de curar doenças "de herpes labial ao câncer". As consultas custavam 1 dólar e Tennessee trabalhava 13 horas por dia em pequenas cidades da Região Centro-Oeste dos Estados Unidos. Buck vendeu "Magnetio Elixir da Miss Tennessee" (uma mistura inútil) por 2 dólares.
Em 1863, Buck alugou um hotel inteiro em Ottawa, Illinois. Ele se autodenominava "O Rei do Câncer" e anunciava as habilidades de cura da Tennessee. Como parte de sua prática, os Claflins usavam soda cáustica que queimava a pele de seus pacientes. Em junho de 1864, a polícia invadiu a clínica do hotel Claflins e a família fugiu. As autoridades acusaram a família de nove crimes, incluindo conduta desordeira e fraude médica (charlatanismo). Tennessee enfrentou a acusação mais grave, pois foi culpada pela morte de uma paciente chamada Rebecca Howe. A família nunca foi ao tribunal por sua falsa cura do câncer.
No outono de 1868, Buck visitou o magnata dos negócios Cornelius Vanderbilt, que Buck tinha ouvido falar que estava interessado em massagem e cura magnética. Buck apresentou Victoria como espiritualista e Tennessee como curandeira. Tennessee e Cornelius começaram a passar muito tempo juntos e havia rumores de um caso.

## O gerenciamento da Wall Street
No final de 1869, Victoria Woodhull e Tennessee Claflin alugaram dois quartos na elegante Hoffman House, número 44 de Broad Street, em Nova Iorque. Em janeiro de 1870, eles enviaram cartões de visita anunciando sua nova corretora de valores, Woodhull, Claflin, & Company. Eles cobraram 25 dólares de maneira antecipada por uma consulta. As irmãs foram financiadas por Cornelius Vanderbilt. O escritório elegantemente mobiliado da Woodhull, Claflin, & Company foi inaugurado em 14 de fevereiro de 1870. Isso fez de Woodhull e Clafin as primeiras mulheres a abrir uma corretora em Wall Street. As irmãs foram tão assediadas por visitantes curiosos que 100 policiais tiveram que manter a ordem.
Em um artigo intitulado "Wall-Street Aroused", o jornal The New York Times questionou o potencial de sucesso das irmãs, não porque fossem mulheres, mas por causa de sua associação com o espiritualismo e outras causas não ortodoxas. Harper's Weekly os apelidou de "Bewitching Brokers" em um desenho animado, enquanto outro artigo da revista questionava se havia investidores mulheres suficientes para tornar a empresa um sucesso.
Woodhull e Claflin encontraram uma fonte inexplorada de capital de investimento. Esposas e viúvas da sociedade, professores, donos de pequenos negócios, atrizes e prostitutas caras e suas madames procuraram Woodhull, Claflin, & Company e a empresa foi um sucesso financeiro imediato. As irmãs logo alugaram um apartamento caro na 38.ª Street, na área exclusiva de Murray Hill, em Manhattan.
Com os lucros de sua corretagem, as irmãs começaram seu próprio jornal radical, Woodhull & Claflin's Weekly. Woodhull e Claflin usaram seu jornal para defender o Amor Livre (em inglês: Free Love), um movimento que no século XIX pressionou para separar o sexo do casamento. O movimento Free Love foi considerado muito marginal neste momento e sua defesa do movimento chocou muitos. Como a biógrafa Myra McPherson explicou: “Ao argumentar que uma mulher tinha o direito à liberdade em relação ao seu próprio corpo, escolher seu companheiro, decidir quando queria sexo e realmente apreciá-lo, as irmãs estavam tão à frente da época que elas eram abertamente chamadas de prostitutas impressas”. O Woodhull & Claflin's Weekly também foi o primeiro jornal na América a imprimir o Manifesto Comunista.
A corretora Woodhull, Claflin, & Company faliu na depressão econômica geral que se seguiu ao Pânico de 1873.

## Influência na política
Em 1871, as irmãs tentaram votar em uma eleição municipal e foram rejeitadas.
Em 11 de agosto de 1871, Tennessee Claflin anunciou sua candidatura para o Oitavo Distrito Congressional de Nova Iorque. Naquela época, o Oitavo Distrito do Congresso era em grande parte germano-americano. Claflin anunciou sua candidatura no Irving Plaza cercada por bandeiras alemãs e americanas. Ela fez seu discurso em alemão.
Woodhull foi indicado para presidente dos Estados Unidos pelo recém-formado Partido dos Direitos Iguais em 10 de maio de 1872. Frederick Douglass foi nomeado vice-presidente, mas ignorou a indicação e, em vez disso, fez campanha ativamente por Ulysses S. Grant.
Durante o verão de 1872, Claflin fez uma oferta para o posto de coronel do Nono Regimento da Guarda Nacional de Nova Iorque. O posto estava vago desde a morte do barão ladrão, Jim Fisk, em janeiro de 1872. A candidatura de Claflin foi amplamente ridicularizada pela imprensa. Os homens do Nono Regimento ignoraram a oferta de Claflin, mas o Comandante Thomas J. Griffin convidou Claflin a concorrer ao posto de coronel do recém-organizado Oitenta e Quinto Regimento para soldados negros. Conscientes de seu passado de advocacia e de seu sucesso profissional, os membros do 85º elegeram o coronel Claflin.

## Julgamento e escândalos relacionados

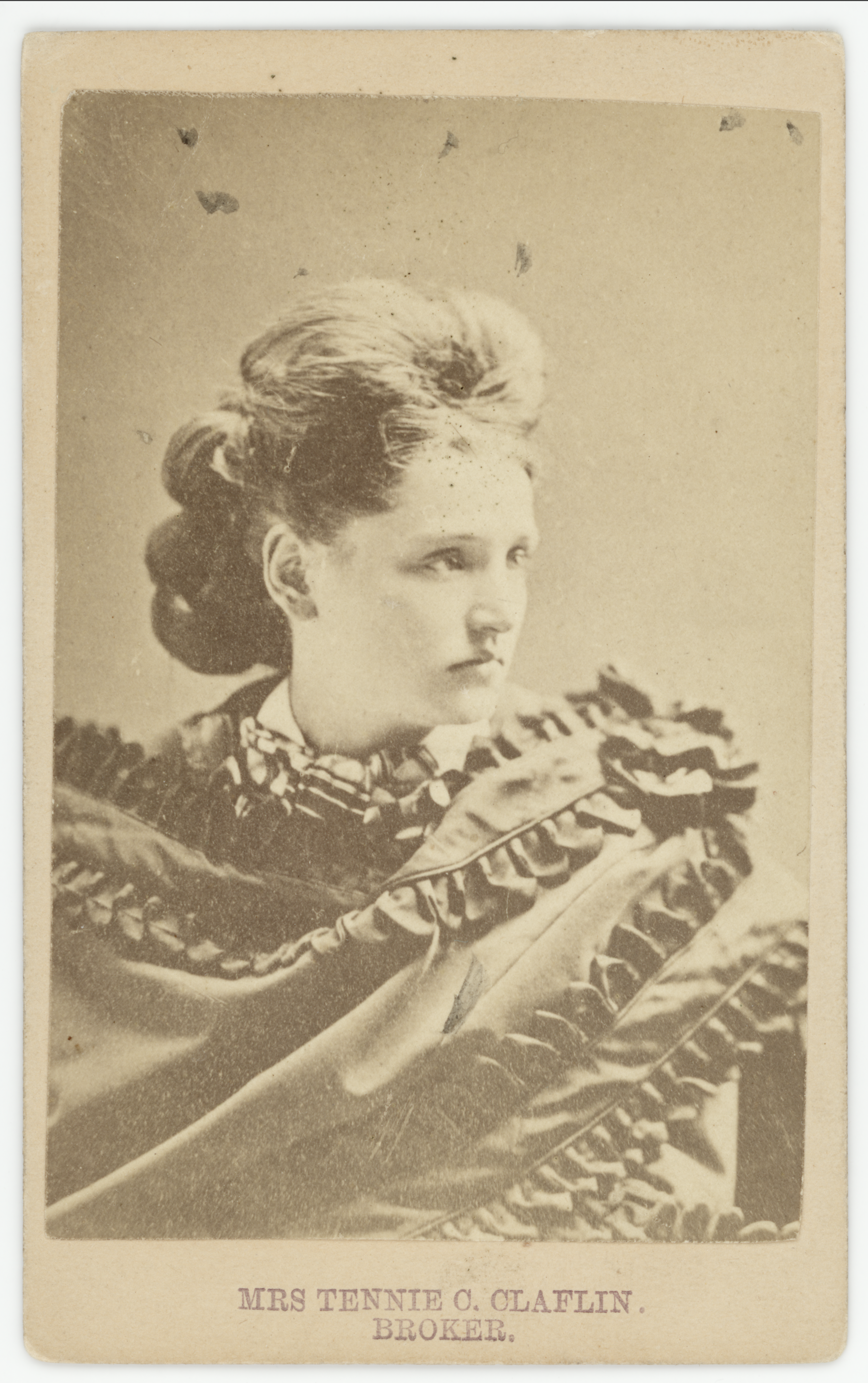
Fotografia de Tennessee Claflin, registrado em 1872

Em 2 de novembro de 1872, o Woodhull & Claflin's Weekly publicou um relatório que desencadeou o famoso julgamento de adultério de Henry Ward Beecher. Beecher era filho do famoso teólogo calvinista Lyman Beecher e irmão de Harriet Beecher Stowe. Ele era provavelmente o ministro protestante mais conhecido nos Estados Unidos naquela época, ganhando um imenso salário de 100 mil dólares por ano como ministro da Igreja de Plymouth, no Brooklyn. Líder do movimento antiescravagista, Beecher ganhou fama como orador.
Cem mil exemplares do Woodhull & Claflin's Weekly foram publicados em 2 de novembro de 1872 com "The Beecher-Tilton Scandal Case" na capa. O artigo tomou o formato de uma entrevista entre Victoria Woodhull e um repórter não identificado. Woodhull deu todos os detalhes lascivos de um caso entre Henry Ward Beecher e Elizabeth Richards Tilton, esposa de Theodore Tilton. Woodhull deu suas fontes como Elizabeth Cady Stanton, Isabella Beecher Hooker e Paulina Wright Davis. Cartas das três mulheres foram publicadas como corroboração.
Nas mesmas edições, Tennessee ameaçou novas revelações sobre outros homens relevantes ao imprimir uma carta de uma senhora anônima que alegava ter registrado os nomes e endereços de seus clientes. Embora alguns acusem Tennessee de escrever esta carta, a jornalista Barbara Goldsmith acredita que a carta veio de madame Annie Wood, amiga de Woodhull e Claflin.
Antes do final da semana, a edição de 2 de novembro havia sido reimpressa e estava sendo vendida por 40 dólares. Woodhull e Claflin passaram os meses seguintes entrando e saindo da cadeia por uma variedade de acusações forjadas de obscenidade apresentadas pelo vice-cruzado em ascensão Anthony Comstock.
Em 1874, Theodore Tilton entrou com uma ação contra Henry Ward Beecher por "intimidade criminosa" com a esposa de Tilton. O caso decorreu de janeiro a julho de 1875 e terminou em um júri suspenso.

## Mudança para Londres e últimos anos

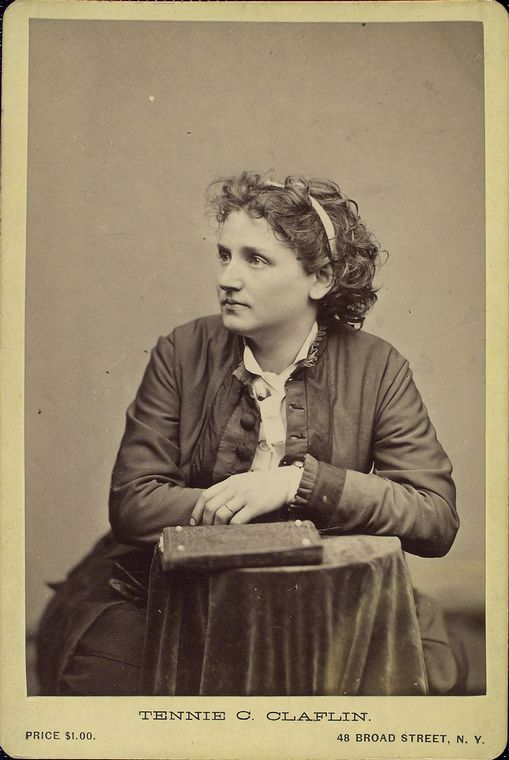
Tennessee viveu em Londres até sua morte em 1923

Após o julgamento de Beecher, as irmãs deixaram Nova Iorque para Londres em 1877. Evidências sugerem que a mudança das irmãs pode ter sido financiada pelos herdeiros do recém-falecido Cornelius Vanderbilt, que as queria fora do caminho durante uma briga pela herança da família. Vanderbilt ficou viúvo em 1868 e se casou novamente em 1869. O segundo casamento surpreendeu Claflin, que esperava se casar com ele. Mas em meados de 1871, a família de Vanderbilt a expulsou de sua vida.
Em 15 de outubro de 1885, em St Mary Abbots, Kensington, Claflin casou-se com Francis Cook, presidente da Cook, Son & Co., drapers, e também Visconde de Monserrate em Sintra na Riviera Portuguesa. Poucos meses após o casamento, a rainha Vitória do Reino Unido criou uma baronete de cozinheiros. Como esposa de um baronete inglês, Claflin passou a ser corretamente denominada "Lady Cook", e em Portugal também foi Viscondessa de Monserrate. O casal viveu em Doughty House em Richmond Hill, Surrey, agora parte da Grande Londres, e no Palácio de Monserrate.
Pouco depois da morte de Cook em 1901, Claflin fundou um banco de curta duração na cidade de Londres chamado Lady Cook & Co.
Embora ela nunca tenha abandonado seus pontos de vista radicais, Claflin viveu o resto de sua vida longe dos olhos do público. Ela morreu na Inglaterra em 18 de janeiro de 1923.